# (7456) Doressoundiram
(7456) Doressoundiram (1982 OD) – planetoida z grupy pasa głównego asteroid okrążająca Słońce w ciągu 4,25 lat w średniej odległości 2,62 j.a. Została odkryta 17 lipca 1982 roku przez Edwarda Bowella.